# Giuseppina Bertone
Giuseppina Bertone (Rivoli, 21 ottobre 1938 – Rivoli, 30 ottobre 2023) è stata una politica italiana.

## Biografia
Negli anni '80 è stata responsabile delle ACLI di Torino. Venne eletta alla Camera dei deputati nelle liste del PCI alle elezioni politiche del 1987 e per la X Legislatura fece parte del gruppo parlamentare della Sinistra Indipendente. A Montecitorio fu membro della commissione Affari sociali. Concluse il mandato nel 1992.
Dal 1990 al 1995 è stata consigliera comunale a Buttigliera Alta.